# Upplands runinskrifter 647
Upplands runinskrifter 647 är en vikingatida runsten i Övergrans kyrka, Övergrans socken och Håbo kommun i Uppland. Runstenen är av gnejs (biotitgnejs) med dimensionerna 1,56 meter i höjd, 0,82 meter bred och 0,3 meter i tjocklek. Runhöjden är 5-9 centimeter. Stenen har legat som tröskelsten till vapenhuset och återfanns år 1962.

## Inskriften
Translitterering av runraden:
· kilnuk · lit · r[i]sa · stn · at · sikterf · faþur · sin · (b)[oan]ta · h[u]lmfriþaR · bali ·· risti staina þis... · baþa ·
Normalisering till runsvenska:
Gillaug let ræisa stæin at Sigdiarf, faður sinn, boanda HolmfriðaR. Balli risti stæina þess[a] baða.
Översättning till nusvenska:
Gillög lät resa stenen efter Sigdärv, sin fader, Holmfrids man. Balle ...
Stenen har rektangulär form och ger därför intryck av en liggande gravhäll, men i inskriften står det att stenen har varit rest, och ett stort stycke i ena ändan (stenens fotända) saknar ristning.